# Napad na letalsko bazo Čugujiv
Napad na letalsko baze Čugujiv se je zgodil 24. februarja 2022 v mestu Čugujiv v Harkovski oblasti v Ukrajini med rusko invazijo na Ukrajino leta 2022.

## Ozadje
Letalska baza Čugujiv se nahaja v mestu Čugujiv v Harkovski oblasti v Ukrajini. V letalski bazi so bila nameščena brezpilotna letala Bajraktar TB2, ki so trenutno tudi na vojaških letališčih v Starokostjantinivu in Mikolajevu.

## Napad
Med prvimi urami invazije je letalska baza doživela ruski raketni napad. Po napadu je podjetje Maxar s sedežem v ZDA Space Technologies objavilo satelitske posnetke posledic napada. Po podatkih OSINT je napad povzročil škodo na skladiščih goriva in letališki infrastrukturi.